# Areguá
Areguá è una città del Paraguay, capoluogo del dipartimento Central, distante 29 km dalla capitale del paese, Asunción.
La città sorge nella conca formata dal lago Ypacaraí e dal fiume Salado.

## Origine del nome
Areguá prende il suo nome dal popolo dei Mbya Guaraní, indigeni che abitavano la zona prima della colonizzazione spagnola. Questo gruppo di indigeni veniva chiamato “Ariguá”, che significa “quelli di sopra”, per il semplice fatto che abitavano una regione relativamente alta. 
Un'altra interpretazione possibile del nome è "relativo al passato" o "relativo all'antico", da "aré", che significa antico, e "guá", un suffisso possessivo.

## Geografia fisica

### Clima
La città ha un clima caldo. In estate le temperature raggiungono i picchi massimi, arrivando a 40°. Le temperature minime raggiungono in inverno lo 0 °C. I mesi più piovosi sono quelli tra gennaio e aprile.

## Popolazione
La città contava una popolazione urbana di 10.009 abitanti nel 2002 (44.566 nel distretto), secondo la Dirección General de Estadísticas, Encuestas y Censos.

## Storia
Inizialmente chiamata “Tapaicuá”, fu fondata da Domingo Martínez de Irala nell'anno 1538 nel luogo di un precedente villaggio indigeno sulla sponda del lago Ypacaraí. I suoi abitanti occupavano la zona che circonda l'attuale chiesa di Areguá. 
Agli inizi dell'epoca della Colonia, la città fu uno stabilimento rurale retto dai Mercedari. 
Alla fine del XIX secolo la città si sviluppò come centro vacanziero, nella quale un consistente numero di scrittori, artisti ed intellettuali fissarono la loro residenza estiva.

## Economia
La coltivazione delle fragole è una delle principali risorse della città. Areguá è conosciuta anche per la produzione di artigianato in ceramica, un'altra attività che occupa una parte consistente della popolazione..

### Le fragole
Oltre ad essere un'importante risorsa per la città, la coltivazione delle fragole ad Areguá ha una propria storia. Secondo gli abitanti, attorno al 1920, nel villaggio (compañía) di Estanzuela un contadino concentrò tutti i suoi sforzi alla coltivazione delle fragole. 
Con il raccolto ottenuto, pose le fragole in piccoli cesti e si avviò a venderli in città. Grazie al successo ottenuto, la coltivazione delle fragole si estese in tutto il circondario, costituendo oggi uno dei prodotti più importanti della zona zona. Nel periodo del raccolto, si organizza ad Areguá il Festival annuale della fragola.

### Turismo

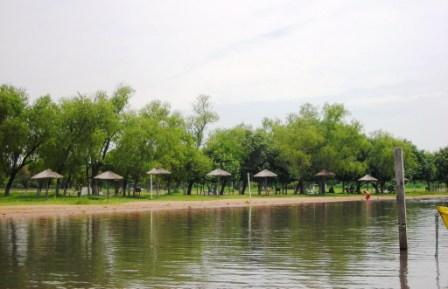
Spiaggia di Areguá

Areguá è una città che conserva nella sua architettura notevoli esempi di case coloniali, dotate di ampi corridoi e stile particolare. Questi edifici risalgono all'epoca nella quale Areguá era prima di tutto una città vacanziera nella quale le famiglie di Asunción e dei dintorni costruivano le proprie residenze per trascorrere l'estate.
La “Avenida del Lago” si estende da una posizione più elevata, dove è ubicata la chiesa più importante, e scende fino alla riva del lago, dove si trova la spiaggia comunale. Questa strada è considerata il centro storico della città e fu dichiarata Patrimonio Nazionale dal Parlamento del Paraguay nell'anno 1997. Il Lago Ypacaraí è l'attrattiva principale, ed offre un panorama privilegiato. 
Un'altra attrattiva è costituita dall'artigianato in ceramica prodotto dai suoi abitanti. Il Centro Artesanal de la Cuenca è un luogo di esposizione e vendita permanente dove arrivano gli artigiani di tutta la regione.

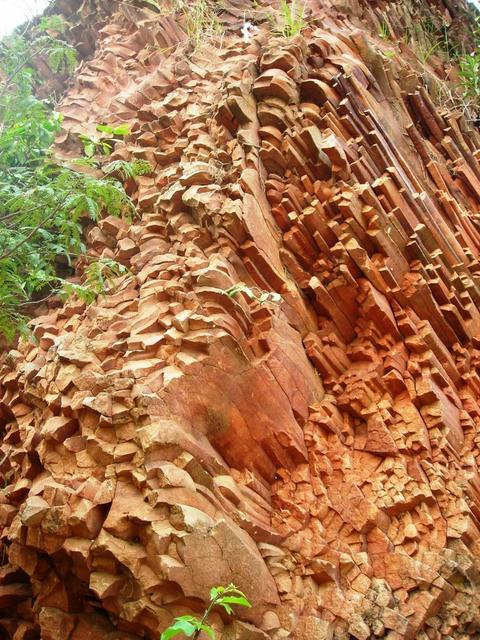
Cerro Koi

Anche le colline chiamate Cerro Koi e Chororí sono una grande attrattiva turistica. Il Cerro Koi è conosciuto per le sue particolari formazioni di pietra arenaria esagonale, simili a dei favi d'api, uniche in America Latina. Queste colline furono dichiarate Monumento Naturale nell'anno 1993. 

## Letteratura
Ad Areguá lo scrittore Gabriel Casaccia ha ambientato La babosa, uno dei più importanti romanzi della letteratura paraguaiana, rendendolo uno dei luoghi più famosi della narrativa latinoamericana.